# Bröderna Larssons varv och mekaniska verkstad

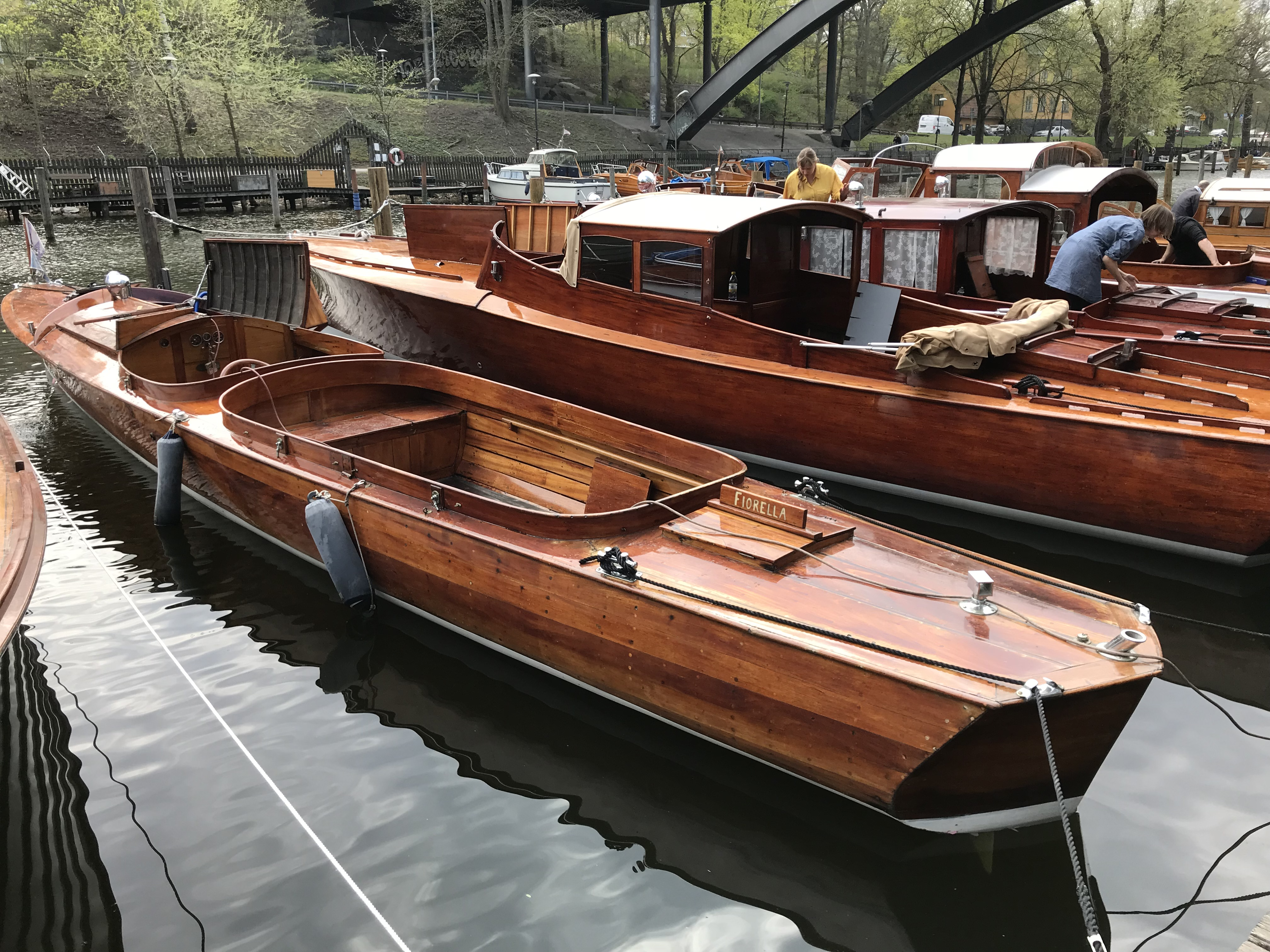
M/Y Fiorella från 1912

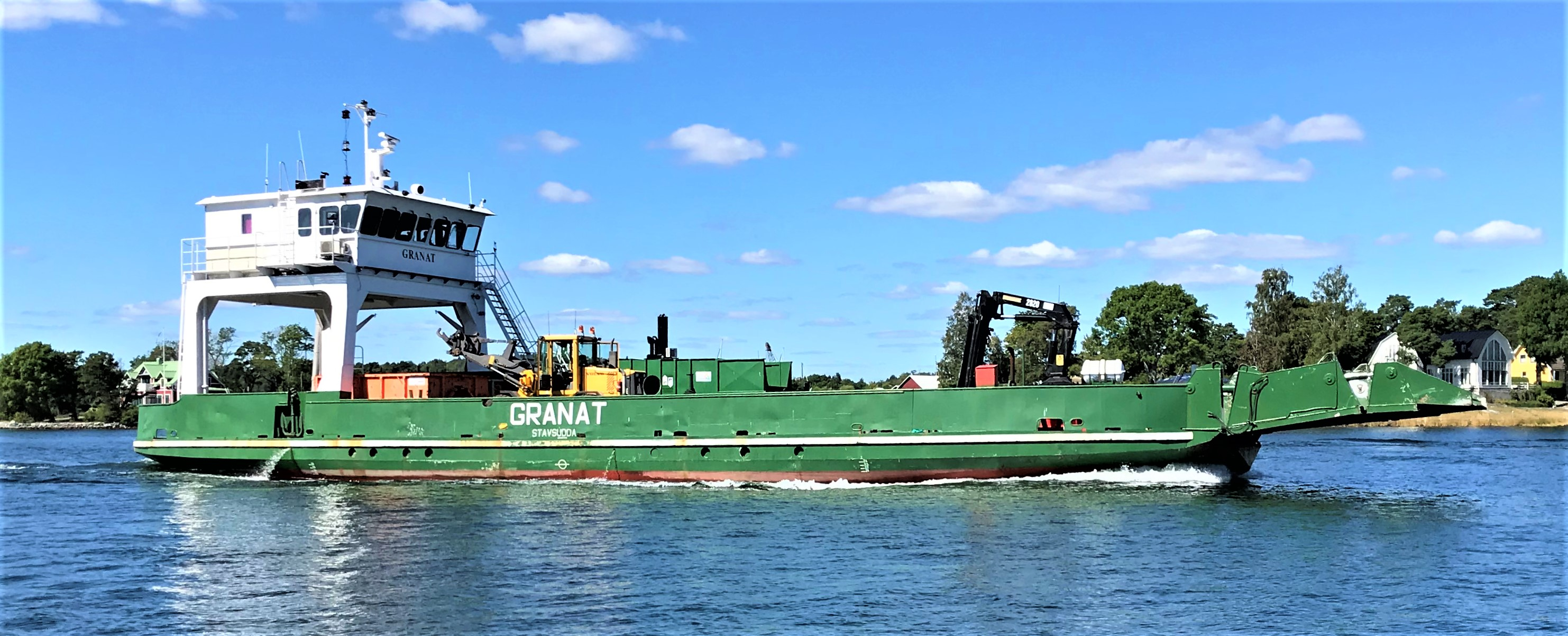
Tidigare tågfärjan M/S Bure, 1957

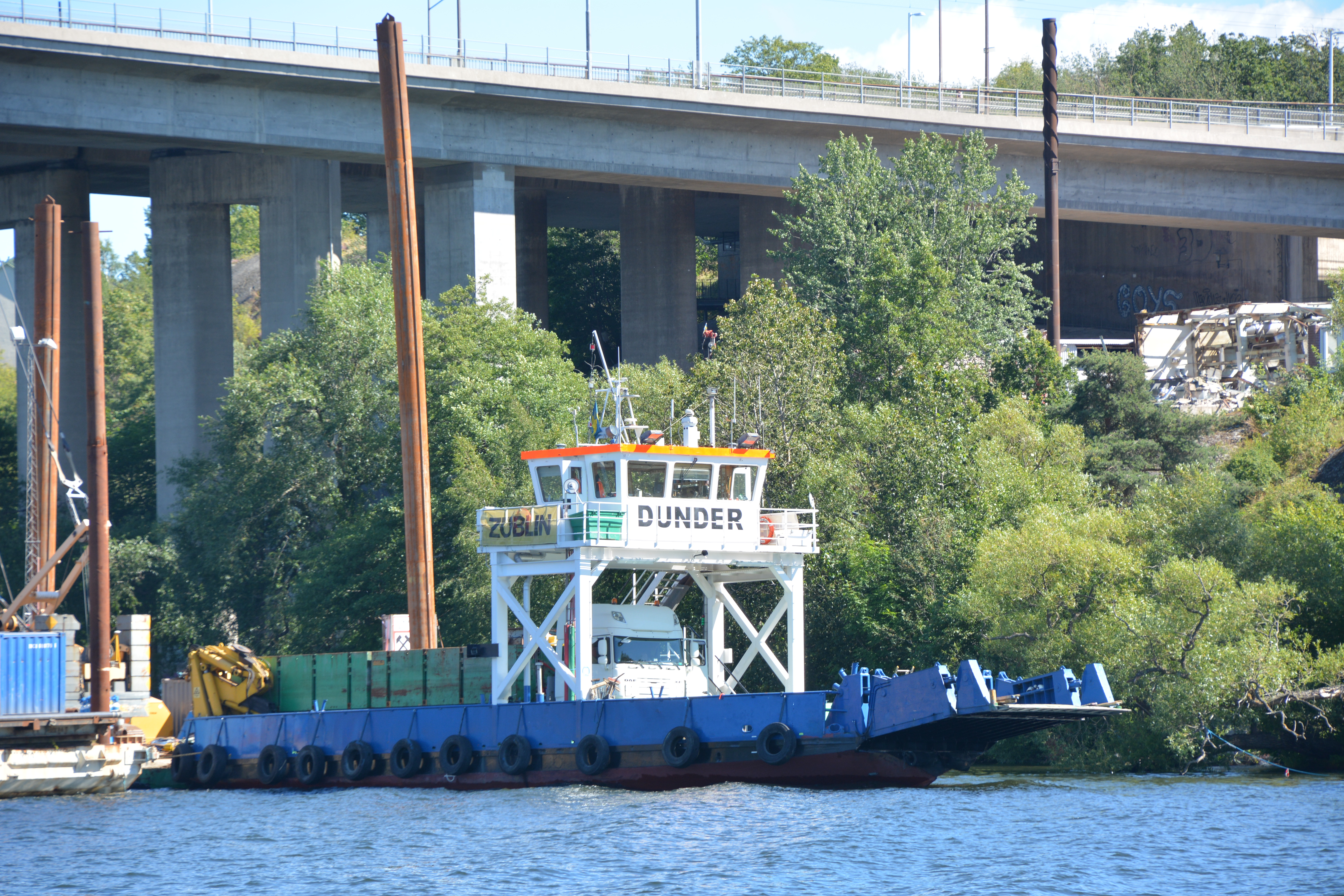
M/S Dunder, under Essingeleden i Stockholm

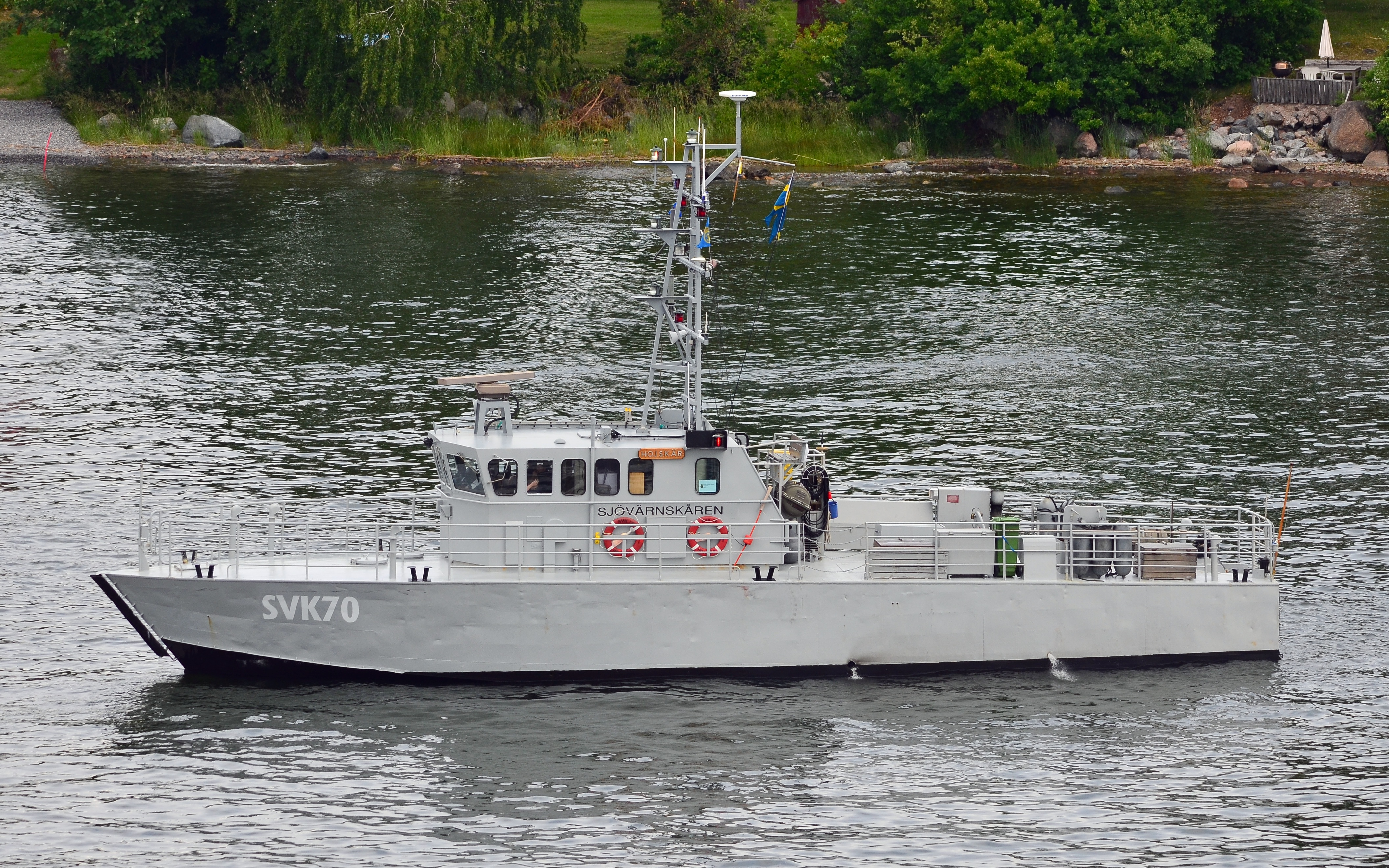
HMS Hojskär

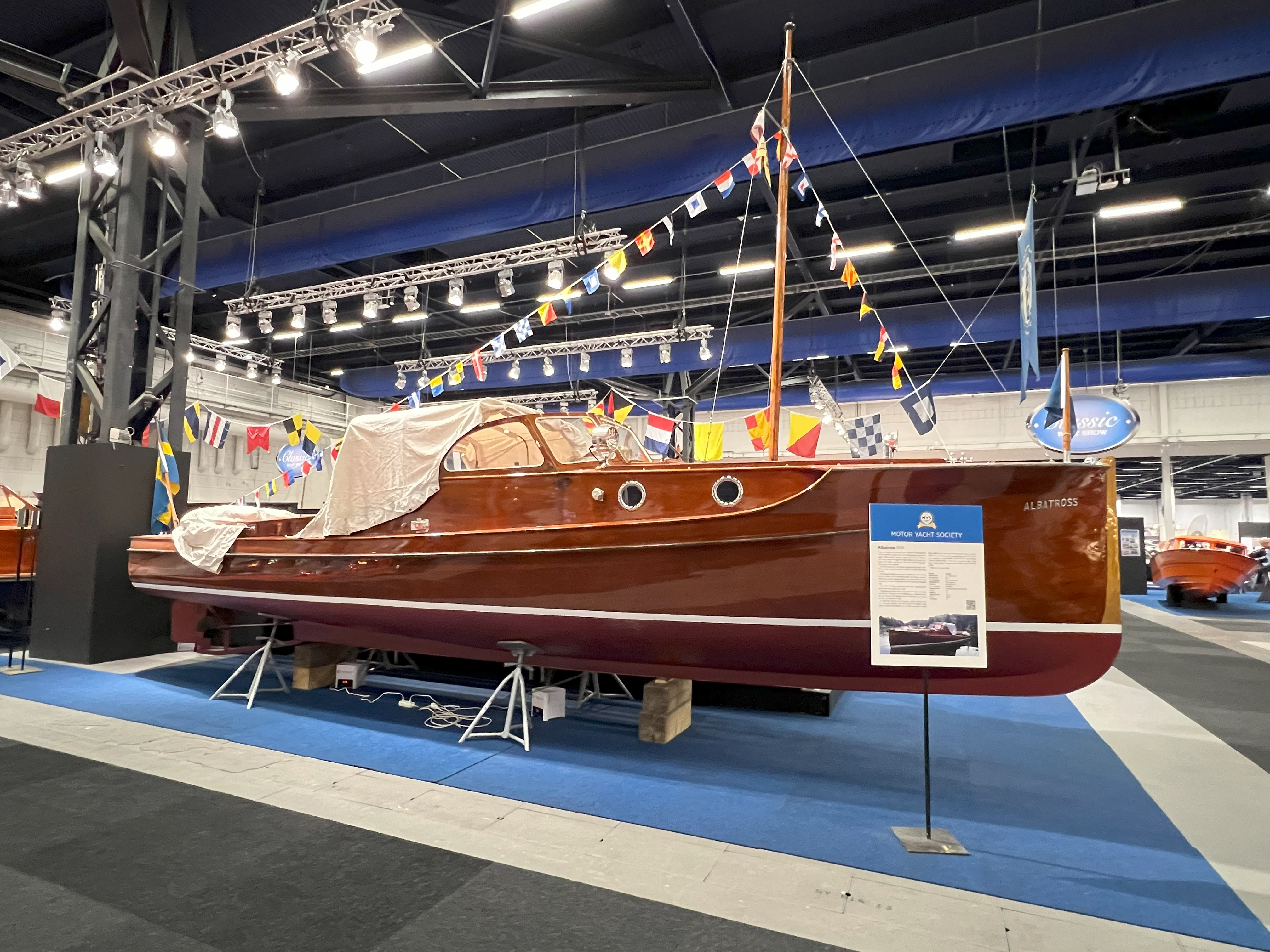
M/Y Albatross, 1928

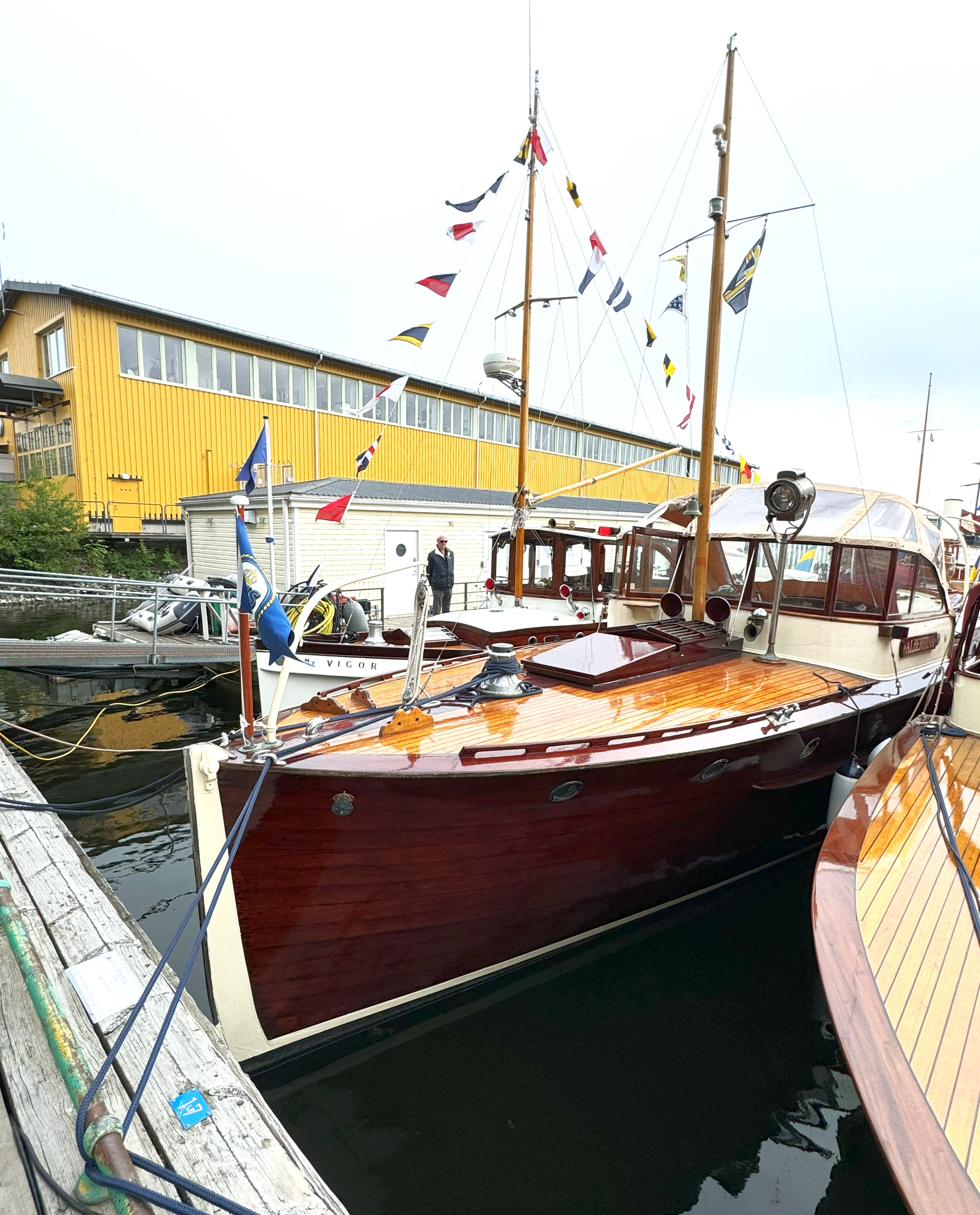
M/Y Albertina, 1920

Bröderna Larssons varv och mekaniska verkstad var ett svenskt fartygsvarv i Kristinehamn.
Bröderna Larssons varv och mekaniska verkstad grundades av Richard och Hugo Larsson omkring 1907.. Företaget byggde salongsbåtar och andra fritidsbåtar, som konstruerades av C G Pettersson och experimenterade under tidigt 1930-tal med serietillverkning av petterssonbåtar. Fram till 1949 byggde varvet fritidsbåtar, och därefter endast passbåtar samt tullkryssare, sjöräddningskryssare och andra yrkesfartyg.
Bröderna Larssons varv och mekaniska verkstad i Kristinehamn lades ned 1964 efter en totalförstörande brand.

## Byggda fartyg i urval
- M/Y Fiorella, 1912, konstruerad av C G Pettersson
- M/Y Vift, 1916, konstruerad av C G Pettersson
- Salongsmotorbåten M/Y Carla III, 1917, konstruerad av C G Pettersson[3]
- Salongsmotorbåten Albertina, 1920, konstruerad av C G Pettersson,[4][5]
- M/Y Albatross, konstruerad av C G Pettersson
- Minsveparen M26, 1941
- Tp Loke, 1945
- A-slupen Tpbs Munter till marinen, 1946
- Tidigare tågfärjan M/S Bure, 1957
- Tidigare vägfärjan M/S Dunder, 1958[6]
- Bevakningsbåten B63 Ekeskär, 1960
- Bevakningsbåten B64, 1960[7]
- Bevakningsbåten B67 Vitaskär, 1961
- Bevakningsbåten B69, 1962
- Bevakningsbåten B70, Hojskär, 1961
- M/S Ramsö, 1964